# Уокер, Пол
Пол Уи́льям Уо́кер IV (англ. Paul William Walker IV; 12 сентября 1973, Глендейл — 30 ноября 2013, Санта-Кларита) — американский киноактёр и модель. Широкую известность получил благодаря роли Брайана О’Коннора во франшизе «Форсаж».

## Биография
Пол Уильям Уокер родился 12 сентября 1973 года в американском городе Глендейл, штат Калифорния, в семье бизнесмена Пола Уильяма Уокера III (род. 10 марта 1946) и бывшей модели Шерил Крабтри (род. 31 октября 1953) (они развелись в 2004 году). Пол был старшим ребёнком в семье: у него было два младших брата, Калеб Майкл (род. 4 октября 1977) и Коди Бо (род. 13 июня 1988), и две младшие сестры, Эшли Джей (род. 5 апреля 1984) и Эми. Семья Уокера — мормоны. У актёра английское происхождение, а также есть ирландские и немецкие корни.
Актёрская карьера Пола началась в раннем детстве с телевизионной рекламы подгузников «Pampers Diapers» в 1975 году. Став постарше, он продолжал сниматься в различных телевизионных программах и рекламных роликах. Свою первую роль в кино Уокер сыграл в тринадцать лет — в комедийной страшилке «Монстр из шкафа». Затем последовали и другие роли как в кино, так и в телевизионных сериалах («Чарльз в ответе», «Кто здесь босс?», «Молодые и дерзкие»). Помимо актёрской работы, Пол активно занимался спортом и принимал участие в различных соревнованиях.
Окончив в 1991 году Христианскую школу в Сан-Вэлли в Калифорнии, Уокер решил заняться изучением морской биологии, поступив в Калифорнийский Колледж. Однако любовь к актёрскому ремеслу взяла верх над занятиями биологией.

## Карьера

### Начало карьеры
В 1994 году Уокер снялся в фильме «Тэмми и Ти-Рекс» вместе с тогда ещё неизвестной Дениз Ричардс. Следующей работой молодого актёра стала роль в фильме 1998 года «Встречайте Дидлов» (актёр появляется у Mighty Mighty Bosstones в клипе на песню-саундтреку «Wrong Thing Right Then»). В этом же году актёр получает свою следующую роль, став объектом страсти Риз Уизерспун в фильме «Плезантвиль». Хотя картина провалилась в прокате, критики неплохо приняли её, оценив актёрские работы. Эта роль приносит актёру известность и список его работ в кино начинает пополняться новыми ролями. В следующем 1999 году снимается в довольно удачных картинах «Это всё она» (небольшая роль лучшего друга Фредди Принца-Младшего) и «Студенческая команда» — о трудных буднях школьного футбола.
Был претендентом на главную роль Джима Стрита в фильме «S.W.A.T.: Спецназ города ангелов» и Джонни Сторма в «Фантастической четвёрке». Пробовался на роль Энакина Скайуокера, но оказался слишком взрослым для него. По признанию актёра, это единственная роль, которую он действительно очень хотел получить — сага «Звёздные войны» была его самой любимой.

### Успех
Благодаря росту своей популярности у молодёжи, в 2001 году актёр перешёл от игры второстепенных ролей к главным ролям. Свою первую главную роль в кино он сыграл в фильме «Форсаж» вместе с Вином Дизелем. Благодаря неожиданному успеху этой картины Пол Уокер становится известным не только в США, окончательно утвердившись в качестве культовой фигуры молодёжного кино. Спустя всего лишь три месяца после выхода «Форсажа» состоялась премьера ещё одного фильма с Полом Уокером в главной роли — «Ничего себе поездочка»: первая роль в жанре ужасов, где обычно начинают карьеру молодые актёры. В этой картине партнёршей Уокера стала Лили Собески и Стив Зан. Журнал People в 2001 году включил Уокера в свой список самых красивых людей мира.
Затем последовало продолжение «Форсажа» (уже без Вина Дизеля), и Уокер снялся в клипе Ludacris на песню: «Act A Fool». Затем последовала роль в экранизации романа Майкла Крайтона «В ловушке времени» (где также снялся Джерард Батлер) — картина прохладно была встречена как критиками, так и зрителями. Авантюрно-приключенческий боевик о поисках сокровищ «Добро пожаловать в рай!» (фильм соберёт неплохую кассу, а в 2009 вышло низкобюджетное продолжение с малоизвестными актёрами) с Джессикой Альбой, где Уокеру удалось блеснуть своими навыками пловца — Пол с детства занимался сёрфингом. Интересно, что у Альбы тоже был подобный опыт: в юности она играла в сериале «Флиппер».
Уокер проявлял себя в качестве драматического актёра, исполнив роль в фильме «Ноэль»: по сюжету, он играет ревнивого жениха-полицейского Пенелопы Крус, которого под Рождество преследует старик, уверенный, что молодой человек — реинкарнация его умершей жены. Другие роли в этом фильме исполнили знаменитые актёры Сьюзан Сарандон и Робин Уильямс.

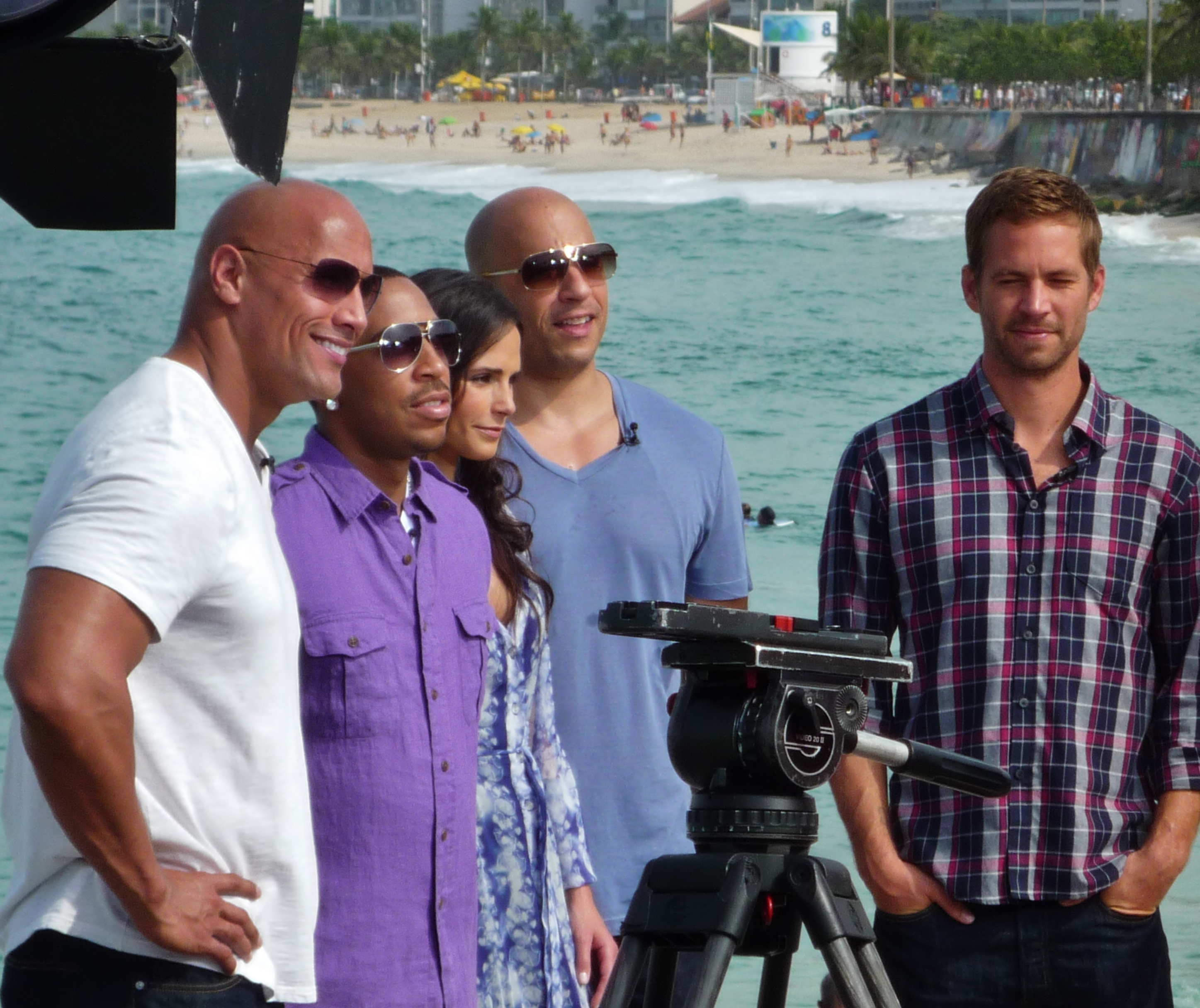
Команда фильма Форсаж 5

### Поздние работы
Следующий проект — «Беги без оглядки» — закрепляет за Уокером статус перспективного актёра, умеющего играть не только во второсортных боевиках, однако мрачная криминальная драма, проводящая аналогии с историями братьев Гримм, в духе городских сказок, даже не смогла окупить свой 15-миллионный бюджет, собрав всего $9,3 миллионов. Вышедшая в том же году приключенческая лента студии Уолта Диснея, «Белый плен», с Уокером в главной роли стала лидером проката, собрав $20 млн в первые выходные.
Затем Уокер снялся в главной роли в независимом «Райском проекте», который вышел сразу на DVD 21 октября 2008 года. Следующая роль — в очередной части франшизы «Форсаж 4», где он вновь поработал с Вином Дизелем, покинувшим съёмки в фильме после первой части.
В 2010 году вышла в свет криминальная драма «Мальчики-налётчики», где Пол снялся вместе с Мэттом Диллоном и Хайденом Кристенсеном. У картины весьма сложная прокатная судьба — съёмки начались ещё в сентябре 2008 года, но на экраны фильм вышел только в 2010.
Весной 2011 года в прокат вышла картина «Форсаж 5», а через два года — «Форсаж 6». Съёмки седьмого фильма он так и не успел закончить.

## Личная жизнь

### Семья
В 1993 году у Пола Уокера был короткий роман со знаменитой актрисой Дениз Ричардс, с которой он снимался в молодёжной комедии «Тэмми и Ти-Рекс». В апреле 1998 года Уокер встретил Блисс Элис (англ. Bliss Eliss) на съёмках фильма «Студенческая команда», где девушка участвовала в массовке — пара встречалась несколько лет. Роман с актрисой Джейми Кинг начался в 2002 и продлился чуть больше года. По слухам, у Уокера также был роман с актрисой Джессикой Альбой, партнёршей по фильму «Добро пожаловать в рай!».
Единственный ребёнок Пола — дочь Мидоу Рэйн (англ. Meadow Rain), — родилась 4 ноября 1998 года от его бывшей подруги Ребекки Сотерос. Она до 13 лет прожила с матерью на Гавайях и переехала жить к отцу в 2011 году.
C 2006 года встречался с Жасмин Пилчард-Госнелл (англ. Jasmine Pilchard-Gosnell), которая была младше его на 16 лет. Несмотря на многочисленные сообщения в прессе, к осени 2011 года пара так и не была обручена. Пара рассталась, об этом Пол признался в одном из интервью.
Был очень дружен со своими младшими братьями Калебом и Коди, которые приходили практически на все премьеры своего брата.
Его близкий друг и партнёр по серии фильмов «Форсаж», Вин Дизель, назвал в честь него свою новорождённую дочь Полин.

### Увлечения
У актёра было два дома — в Хантингтон-Бич и Санта-Барбаре — и собака породы чесапик-бей-ретривер по кличке Лабрадор, лошадь Ковбой. Актёр обожал сёрфинг и прогулки по пляжу, интересовался машинами и автомеханикой. Любил путешествовать и побывал в Индии, Фиджи, Коста-Рике, Брунее, Борнео. Поддерживал дружеские отношения с актрисами-близнецами Кайли и Китон Тиндалл.
Уокер серьёзно занимался бразильским джиу-джитсу. Имел пурпурный пояс, затем коричневый пояс. Тренировался под руководством Рикардо Миллера, который посмертно наградил своего ученика чёрным поясом. По словам Миллера, Уокер «всегда стремился показывать джиу-джитсу в своих фильмах, …хотел использовать свои фильмы в качестве сцены для демонстрации именно джиу-джитсу, …говорил мне, что хочет запомниться кинозрителям не только как автогонщик, но и как специалист в джиу-джитсу».
Кроме того, Уокер принимал участие в серии гонок «Redline Time Attack» на машине M3 E92 вместе с командой «AE Performance». Его автомобиль спонсировали такие организации, как «Etnies», «Brembo Brakes», «Ohlins» «Volk», «OS Giken», «Hankook», «Gintani» и «Reach Out Worldwide».
Также посещал тюнинг-компанию Mine's Motorsports в Японии, где прокатился в качестве пассажира как на штатном Nissan GT-R SpecV, так и на Nissan GT-R и Nissan Skyline GT-R, доработанных этой же компанией.

### Другие проекты
Пол появился в двух музыкальных клипах: «Wrong Thing Right Then» (1997) на песню группы Mighty Mighty Bosstones (для фильма «Встречайте Дидлов») и «Act A Fool» на песню Ludacris (для фильма «Двойной форсаж»).
Актёр снялся в роли ведущего в документальном фильме о белых акулах производства National Geographic — передача вышла в эфир в июне 2010 года. Пол провёл 11 дней, снимая 7 акул на побережье Мексики. Экспедицию возглавил Крис Фишер.
В январе 2011 года стал лицом парфюмерной линии компании «Coty Prestige» — «Davidoff Cool Water for Men», которая стартовала в июле 2011 года.

### Благотворительная программа
Помня свои юношеские мечты, когда он хотел стать морским биологом, как его кумир Жак Кусто, в 2006 году Пол Уокер присоединился к Фонду защиты рыбы-меч.
В марте 2010 года Уокер отправился в Чили, где помогал жертвам землетрясения, произошедшего 27 февраля и оцениваемого в 8,8 балла. Вместе со своей медицинской организацией «REACH OUT Worldwide» актёр обосновался в Мауле, а также посетил город Илока, посёлки Куранипе и Пельюуэ, занимаясь вместе с врачами вакцинацией больных.
Также в 2015 году дочь Пола Уокера — Мидоу основала благотворительный фонд (PaulWalkerFoundation) в честь 42-летия своего отца.

## Смерть

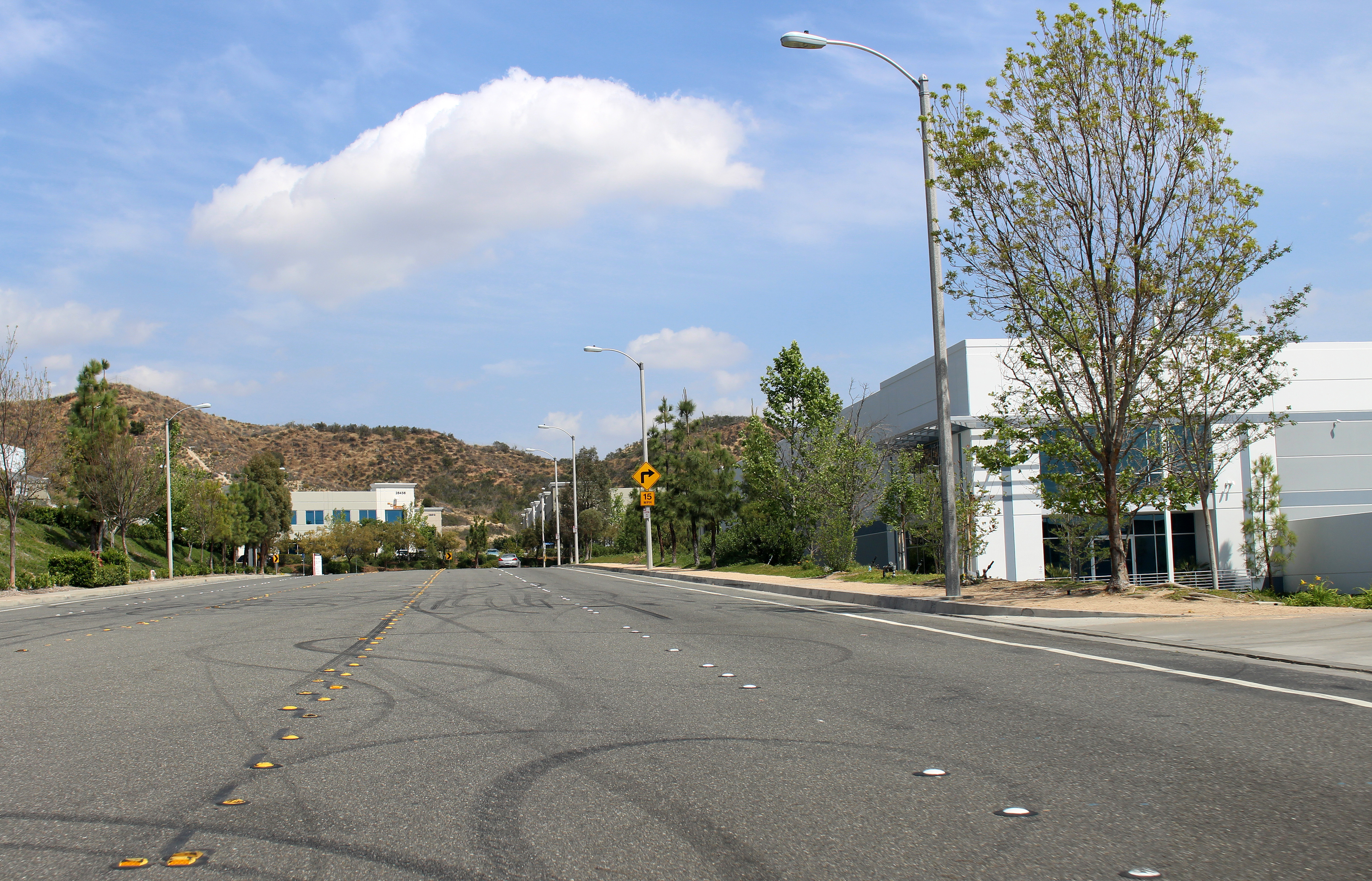
Место смерти Уокера на улице Геркулеса в Санта-Кларите (фото сделано в 2015 году)

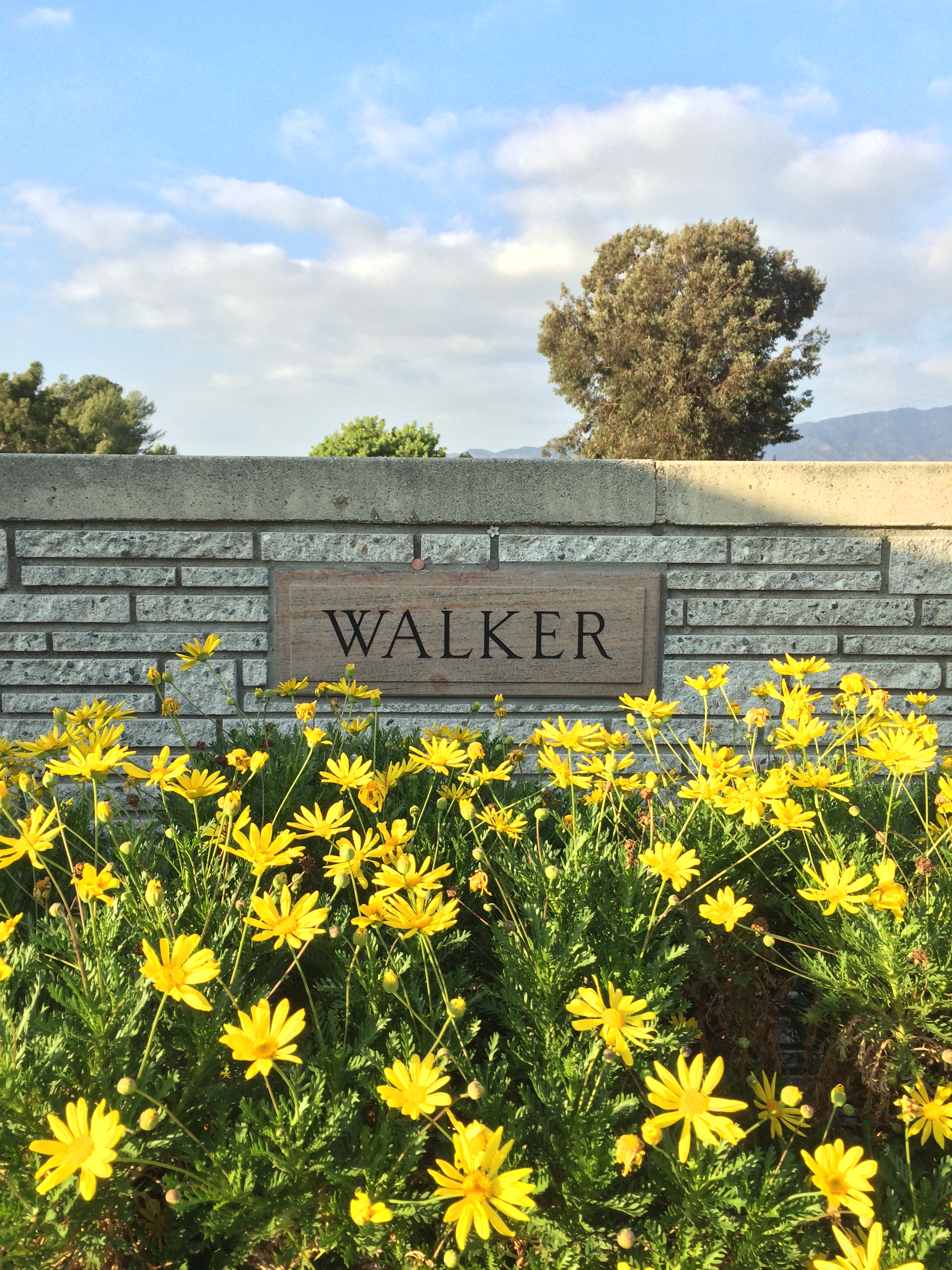
Могила Пола Уокера на Forest Lawn Hollywood Hills

30 ноября 2013 года ровно в 15:30 (по тихоокеанскому времени) Уокер и его друг Роджер Родас посетили мероприятие благотворительного фонда «Reach Out Worldwide» по сбору средств в поддержку жертв тайфуна Хайян, разразившегося недавно на Филиппинах. Вскоре после этого они уехали на красном «Porsche Carrera GT», принадлежавшем Родасу. По дороге водитель не справился с управлением, машина врезалась в фонарный столб и стоящее рядом дерево в Валенции, Санта-Кларита, Калифорния, и сразу загорелась.
Отделение шерифа Лос-Анджелеса объявило, что водитель и пассажир погибли на месте аварии. Впервые эту новость сообщил ресурс «TMZ» после того, как агент Уокера, Эйм Ван Айден, подтвердил гибель актёра. Родас был старым другом Уокера и помог основать фонд «Reach Out Worldwide». Он был исполнительным директором «Always Evolving», автосалона, расположенного в Валенции.
Похоронили Пола Уокера 14 декабря 2013 года в Глендейле (штат Калифорния).
В честь 45-летия кинокомпания «Paramount Network» выпустила документальный фильм «Я — Пол Уокер» (англ. I Am Paul Walker). В нём рассказывается о карьере Уокера, его увлечениях, жизни вне Голливуда. Премьера состоялась 11 августа 2018 года.

## Фильмография
| Год       |     | Русское название                       | Оригинальное название                          | Роль                                                      |
| --------- | --- | -------------------------------------- | ---------------------------------------------- | --------------------------------------------------------- |
| 1985—1994 | с   | Школьные каникулы на «CBS»: Спецвыпуск | CBS Schoolbreak Special                        | Дилл                                                      |
| 1985—1986 | с   | Путь на небеса                         | Highway To Heaven                              | Эрик Трэверс / Тодд Брайант                               |
| 1986      | ф   | Монстр из шкафа                        | Monster In The Closet                          | «Профессор» Беннетт                                       |
| 1987      | ф   | Запрограммированный на убийство        | Programmed To Kill                             | Джейсон                                                   |
| 1988      | с   | Это Я вам говорю                       | I’m Telling!                                   | Участник                                                  |
| 1990      | с   | Чарльз в ответе                        | Charles In Charge                              | Рассел Дэвис                                              |
| 1991      | с   | Глупыш                                 | What A Dummy                                   | Рик                                                       |
| 1991      | с   | Кто здесь босс?                        | Who’s The Boss?                                | Майкл Хэйнс                                               |
| 1992—1993 | с   | Молодые и дерзкие                      | The Young & The Restless                       | Брэндон Коллинз                                           |
| 1994      | с   | Возвращение мальчишек!                 | The Boys Are Back                              | Джесси Хэнсон                                             |
| 1994      | ф   | Тэмми и Ти-Рекс                        | Tammy & The T-Rex                              | Майкл                                                     |
| 1996      | с   | Прикосновение ангела                   | Touched By An Angel                            | Джонатан                                                  |
| 1998      | ф   | Встречайте Дидлов                      | Meet The Deedles                               | Фил Дидл                                                  |
| 1998      | ф   | Плезантвиль                            | Pleasantville                                  | Скип Мартин                                               |
| 1999      | ф   | Студенческая команда                   | Varsity Blues                                  | Ленс Харбор                                               |
| 1999      | ф   | Это всё она                            | She’s All That                                 | Дин Сэмпсон                                               |
| 1999      | ф   | Разрушенный дворец                     | Brokedown Palace                               | Джейсон                                                   |
| 2000      | ф   | Черепа                                 | The Skulls                                     | Калеб Мэндрейк                                            |
| 2001      | ф   | Форсаж                                 | The Fast and the Furious                       | Брайан О’Коннор                                           |
| 2001      | ф   | Ничего себе поездочка                  | Joy Ride                                       | Льюис Томас                                               |
| 2003      | кор | Включай турбонаддув                    | The Turbo Charged Prelude for 2 Fast 2 Furious | Брайан О’Коннор                                           |
| 2003      | ф   | Двойной форсаж                         | 2 Fast, 2 Furious                              | Брайан О’Коннор                                           |
| 2003      | ф   | В ловушке времени                      | Timeline                                       | Крис Джонстон                                             |
| 2004      | ф   | Ноэль                                  | Noel                                           | Майк Райли                                                |
| 2005      | ф   | Добро пожаловать в рай!                | Into The Blue                                  | Джаред                                                    |
| 2006      | ф   | Беги без оглядки                       | Running Scared                                 | Джоуи Газэлл                                              |
| 2006      | ф   | Белый плен                             | Eight Below                                    | Джерри Шепард                                             |
| 2006      | ф   | Флаги наших отцов                      | Flags Of Our Fathers                           | Хэнк Хэнсон                                               |
| 2007      | ф   | Истории США                            | Stories USA                                    | Майки                                                     |
| 2007      | ф   | Подстава                               | The Death and Life Of Bobby Z                  | Тим Кирни                                                 |
| 2008      | ф   | Райский проект                         | The Lazarus Project                            | Бен Гарви                                                 |
| 2009      | ф   | Форсаж 4                               | Fast & Furious                                 | Брайан О’Коннор                                           |
| 2010      | ф   | Мальчики-налётчики                     | Takers                                         | Джон Роувэй                                               |
| 2011      | ф   | Форсаж 5                               | Fast Five                                      | Брайан О’Коннор                                           |
| 2013      | ф   | Тачка №19                              | Vehicle 19                                     | Майкл Вудс                                                |
| 2013      | ф   | Форсаж 6                               | Fast & Furious 6                               | Брайан О’Коннор                                           |
| 2013      | ф   | Считанные часы                         | Hours                                          | Нолан                                                     |
| 2013      | ф   | Хроники ломбарда                       | Pawn Shop Chronicles                           | Роу Дог                                                   |
| 2014      | ф   | 13-й район: Кирпичные особняки         | Brick Mansions                                 | Дэмиэн Коллиер                                            |
| 2015      | ф   | Форсаж 7                               | Furious 7                                      | Брайан О’Коннор                                           |
| 2018      | док | Я – Пол Уокер                          | I Am Paul Walker                               | Играет самого себя (хроника)                              |
| 2021      | ф   | Форсаж 9                               | F9                                             | Брайан О’Коннор (камео)                                   |
| 2023      | ф   | Форсаж 10                              | Fast X                                         | Брайан О’Коннор (камео)                                   |
| 2027      | ф   | Форсаж 11                              | Fast X: Part 2                                 | Брайан О’Коннор (наложение через дипфейк, архивные кадры) |

## Награды и номинации
| Год  | Премия                  | Номинация                                                                         | Роль в фильме      | Результат |
| ---- | ----------------------- | --------------------------------------------------------------------------------- | ------------------ | --------- |
| 1988 | Young Artist Award      | Лучшая гостевая роль молодого актёра в дневном сериале за эпизод «A Special Love» | Дорога в Рай       | Номинация |
| 1993 | Young Artist Award      | Лучший юный актёр в дневном сериале                                               | Молодые и дерзкие  | Номинация |
| 1994 | Soap Opera Digest Award | Выдающийся экранный дебют                                                         | Молодые и дерзкие  | Номинация |
| 1994 | Young Artist Award      | Лучшая мужская роль молодого актёра в мыльной опере                               | Молодые и дерзкие  | Номинация |
| 2000 | Young Hollywood Award   | Новая сексуальная звезда                                                          |                    | Номинация |
| 2001 | Голливудский прорыв     | Мужской прорыв года Получил на Hollywood Film Festival                            |                    | Победа    |
| 2001 | Young Hollywood Award   | Новый мужской стиль                                                               |                    | Победа    |
| 2002 | MTV Movie Awards        | Лучшая экранная команда Вместе с Вином Дизелем                                    | Форсаж             | Победа    |
| 2002 | MTV Movie Awards        | Мужской прорыв года                                                               | Форсаж             | Номинация |
| 2003 | Teen Choice Awards      | Самый яркий любовный роман Полу Уокеру и его машине                               | Двойной форсаж     | Победа    |
| 2009 | Teen Choice Awards      | Лучший актёр в боевике                                                            | Форсаж 4           | Номинация |
| 2011 | Teen Choice Awards      | Лучший актёр в боевике                                                            | Форсаж 5           | Номинация |
| 2011 | Black Reel Awards       | Лучшая команда Вместе с актёрами фильма                                           | Мальчики-налётчики | Номинация |
| 2014 | MTV Movie Awards        | Лучший экранный дуэт Вместе с Вином Дизелем                                       | Форсаж 6           | Победа    |

Источник.